# Elston Howard
Elston Gene Howard (* 23. Februar 1929 in St. Louis, Missouri; † 14. Dezember 1980 in New York City, New York) war ein US-amerikanischer Baseballspieler in der Major League Baseball (MLB).

## Biografie
Elston Howard war der erste afro-amerikanische Spieler, der das Trikot der New York Yankees in der Major League trug. Seine Karriere als professioneller Baseballspieler begann er 1948 bei den Kansas City Monarchs in den Negro Leagues. Er spielte dort als Catcher und Outfielder. 1950 wurde er von den Yankees gedraftet und spielte bis zu seinem Major-League-Debüt am 14. April 1955 in den verschiedenen Minor-League-Teams der New Yorker. Bis 1960 spielte er die meiste Zeit im Outfield, da Yogi Berra die Stammposition als Catcher innehatte. Von 1957 bis 1965 nahm Howard an jedem All-Star-Spiel teil. 1963 wurde er zum MVP in der American League gewählt. Auch bei dieser Ehrung war er der erste Afro-Amerikaner, der in der AL zum MVP gewählt wurde. 1963 und 1964 gewann er auch den Gold Glove Award.
1967 wechselte er zu den Boston Red Sox, wo er ein Jahr später seine Karriere beendete. 1969 kehrte er zu den Yankees zurück und arbeitete dort elf Jahre als Coach.
Insgesamt nahm Howard an neun World Series teil, achtmal mit den Yankees, einmal mit den Red Sox. Mit insgesamt 5 Niederlagen ist Howard gemeinsam mit Pee Wee Reese der Spieler mit den meisten World-Series-Niederlagen.
Howard verstarb 1980 an einem Herzleiden, die Yankees bestritten die gesamte 81er-Saison mit einem Trauerflor. Seit dem 21. Juli 1984 wird Howards Nummer 32 von den Yankees nicht mehr vergeben. Auch eine Plakette im Monument Park wurde ihm an diesem Tag gewidmet mit der Aufschrift: A man of great gentleness and dignity.